# 布萊克伊格爾 (蒙大拿州)
布萊克伊格爾（英語：Black Eagle）是位於美國蒙大拿州喀斯喀特縣的普查規定居民點。

## 歷史
布萊克伊格爾的郵局自1917年營運至今。

## 人口
根據2020年美國人口普查的數據，布萊克伊格爾的面積為4.48平方千米，當中陸地面積為3.99平方千米，而水域面積為0.49平方千米。當地共有人口949人，而人口密度為每平方千米211.83人。